# پوینت پوزشن، آلاسکا
پوینت پوزشن (به انگلیسی: Point Possession) یک روستا در ایالات متحده آمریکا است که در روستای کنای پنینسولا واقع شده است. پوینت پوزشن ۳ نفر جمعیت دارد.